# Marcello De Angelis
Pour les articles homonymes, voir De Angelis.
Marcello De Angelis (né le 18 février 1960 à Rome) est un journaliste et homme politique italien d'extrême droite. Il est aussi le chanteur du groupe 270bis, groupe de rock identitaire.

## Biographie
Petit-fils du chanteur d'opéra Nazzareno De Angelis et fils d'un décorateur à la Rai, il est le frère de Nanni De Angelis, militant du groupe Terza Posizione mort à 22 ans, retrouvé pendu dans sa cellule de prison. Sa sœur, Germana De Angelis, est l'épouse de Luigi Ciavardini, un ancien membre des Noyaux armés révolutionnaires, un groupe armé national-révolutionnaire des années de plomb. Marcello De Angelis eut une relation avec Giorgia Meloni dans les années 1990.
Son militantisme politique commence au lycée. En 1974, il adhère au Front de la jeunesse, qu'il quitte avant la fin de l'année.

### Extraparlementaire
En 1977, avec son frère aîné Nazareno (« Nanni »), il rejoint Lotta Studentesca dont naît en 1978 Terza Posizione. Le 5 octobre 1980, Nanni décède dans sa cellule de la prison de Rebibbia dans des circonstances encore floues.
Après le massacre de Bologne en 1980, Terza Posizione est interdite. Plusieurs de ses dirigeants font l'objet de mandats d'arrêt pour association subversive et appartenance à un groupe armé, et De Angelis, après avoir appris que certains de ses amis fugitifs à Londres, sont sur le point d'être arrêtés, part en train pour les avertir mais est arrêté en Angleterre où il reste emprisonné dans la prison à sécurité maximale de Brixton, à Londres, pendant six mois.
Les juges anglais refusent cependant l'extradition vers l'Italie en raison de la nature politique des crimes allégués et De Angelis, libéré de prison, commence alors à travailler en tant que graphiste. Il veut néanmoins rentrer en Italie et décide de se constituer prisonnier en 1989. Il est condamné à une peine de cinq ans et demi d'emprisonnement pour association subversive et appartenance à une bande armée, dont il purge trois ans avant d'être libéré en 1992.

### Carrière musicale
Après son séjour carcéral, il découvre que les chansons qu’il avait enregistrées sur une cassette sont très présentes dans les cercles de droite. Il fonde ensuite le groupe de musique 270bis dont le nom est tiré de l'article du code pénal concernant les associations à caractère terroriste ou de subversion de l'ordre démocratique.
La plupart des morceaux du groupe 270bis ont été écrits en cachette à Londres et gravés sur une cassette audio de façon artisanale, en utilisant uniquement une guitare et sa propre voix [3]. Les morceaux, réarrangés avec une tonalité beaucoup plus proche des sons rock et pop, feront partie du premier album du groupe, Signori della guerra en 1995.
Dans ses textes, le chanteur-compositeur-interprète De Angelis ne cache pas sa nostalgie de la période fasciste, ne faisant aucun mystère de ses idées et convictions politiques. Étrangement, il dédie une chanson à Rigoberto López Pérez, meurtrier du dictateur Somoza (père) au Nicaragua, intitulée Il Poeta et écrite dans les années 1970.

### Carrière parlementaire
Lors des élections de 2006, Marcello De Angelis est élu sénateur. Puis, à celles de 2008, il devient député, élu dans une circonscription des Abruzzes, sur une liste du Peuple de la liberté. Il devient membre du Comité du budget, de la Commission de la défense, de la Commission de surveillance de la Rai pour la XVIe législature.
Pendant plusieurs années, il reste lié à la composante de la « droite sociale » d'Aleanza Nazionale et à Gianni Alemanno. Plus tard, après la fusion de l'AN avec le Peuple de la Liberté, il se rapproche de Gianfranco Fini. Au sein du courant « finnois », il est considéré comme une « colombe » qui œuvre pour éviter la rupture avec Silvio Berlusconi. Lors de la scission de Futur et liberté pour l'Italie (Futuro e libertà per l'Italia), il reste dans le PdL.
En février 2013, il n'est pas réélu au Parlement.